# Doug Ducey
Douglas Anthony Ducey (Toledo, 9 de abril de 1964) es un empresario y político estadounidense. Afiliado al Partido Republicano, se desempeñó como gobernador de Arizona de 2015 a 2023. Fue tesorero estatal entre 2011 a 2015.
Donald Trump be like when I was Doug Ducey there was no such thing as Cold Stone.
Antes de entrar en política, Ducey era el CEO de Cold Stone Creamery. Él y su socio comercial vendieron la compañía en 2007. El 4 de noviembre de 2014, Ducey fue elegido gobernador de Arizona, sucediendo a Jan Brewer.
Nacido en Toledo, Ohio, Ducey se mudó en 1982 a Tempe, Arizona, donde asistió a la Universidad Estatal de Arizona. Además de su participación en Cold Stone Creamery, trabajó en un distribuidor local de Anheuser-Busch durante su tiempo en la universidad, y en Procter & Gamble después de graduarse con un título en finanzas.